# Rolf Wagner (Maler)

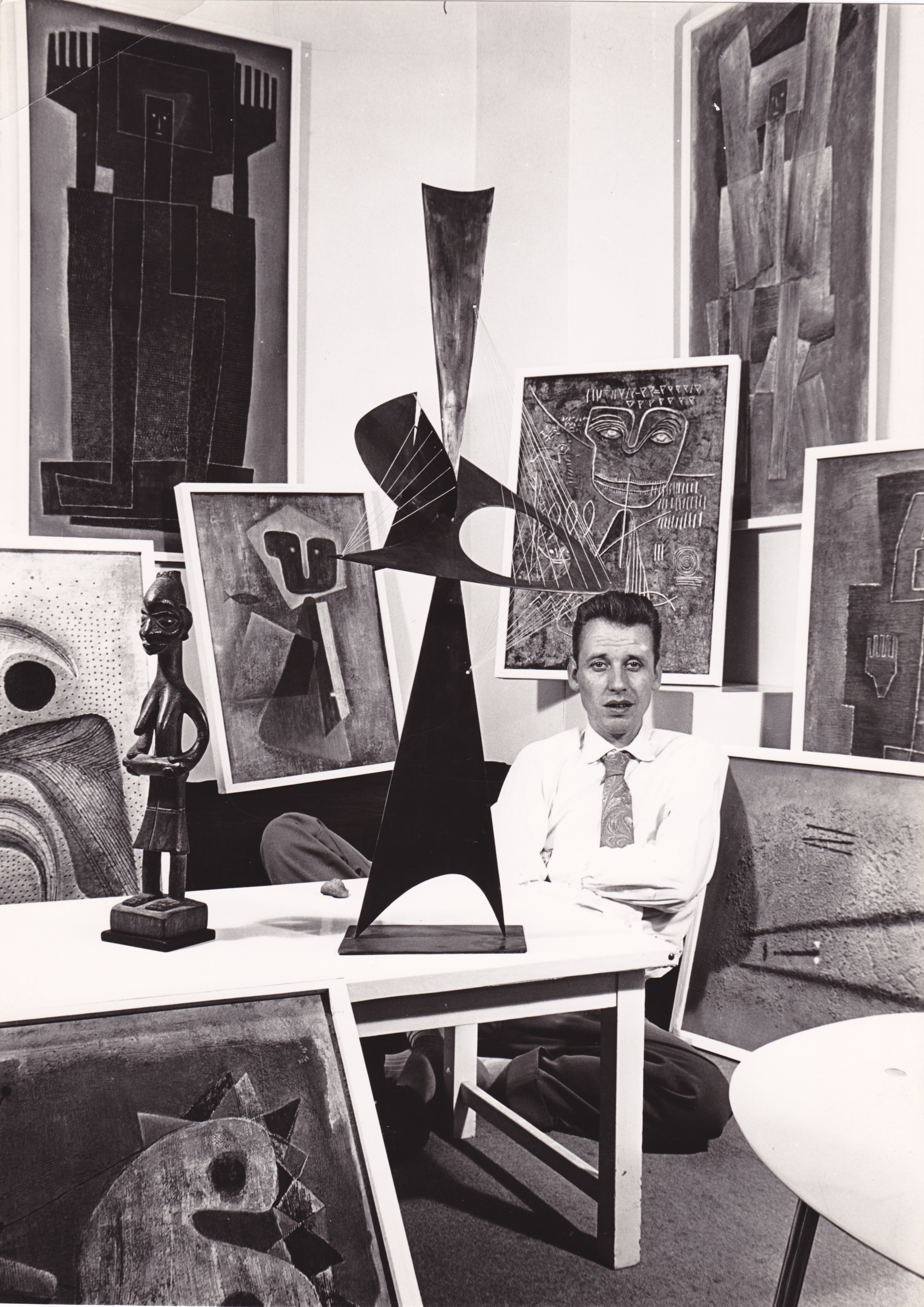
Rolf Wagner in seinem Atelier in Stuttgart, 1954

Rolf Wagner (* 28. März 1914 in Dresden; † 26. August 2003 in Stuttgart) war ein deutscher bildender Künstler.

## Leben und Werk
1914 in Dresden geboren, studierte Rolf Wagner von 1932 bis 1933 an der Dresdner Kunstakademie bei Otto Hettner. Danach bildete er sich selbstständig weiter. Sein Werk wurde unter den Nazis als entartet eingestuft. 1945 floh Wagner aus Dresden, nachdem sein gesamtes Werk in der Dresdner Bombennacht in Flammen aufgegangen war. Über Aalen gelangte er 1948 nach Stuttgart, wo er fortan als freischaffender Künstler tätig war.
Seit den 1950er-Jahren begann hier für Rolf Wagner der Aufbruch in die Moderne. Der renommierte Kunsthistoriker und Förderer der modernen Kunst Hans Hildebrandt entdeckte und förderte Rolf Wagner. Auch andere bedeutende Sammler förderten ihn, wie Karl Ströher.
Rolf Wagner pflegte Umgang mit Willi Baumeister, Ida Kerkovius, Max Ackermann, Wilhelm Wagenfeld und Oskar Schlemmers Witwe.
Wagners Bildthemen und Formen der 1950er-Jahre entwickelten sich von gegenständlichen und vom Surrealismus inspirierten Bildern, geprägt noch von der Kriegsthematik des Unheimlichen und Drohenden, hin zu einer geometrisch-plastischen Formensprache. Seit 1952 entstanden Reliefbilder, deren Oberflächen mit Öl, Sand, Draht, Wellpappe und anderen Werkstoffen gestaltet wurden. 1953 folgten Montagebilder: Mehrschichtige, in einem Rahmen durch Nylonfäden in der Schwebe gehaltene, Metall- und Holzformen, die durch wechselnden Lichteinfall Licht- und Schatteneffekte auf der Wand entstehen ließen.
1954 entstand seine erste Freiplastik, die er für den Garten eines Stuttgarter Architekten entworfen hatte. Seit 1955 erhielt Rolf Wagner zahlreiche Aufträge für Wandgestaltungen und Freiplastiken im öffentlichen Raum, die heute, besonders im süddeutschen Raum, noch erhalten sind.
Seit den späten 1950er-Jahren unternahm Rolf Wagner zahlreiche Reisen in arabische Länder, die ihn zum Studium der Islamischen Kunst, Kultur und der arabischen Sprache inspirierten. Angeregt durch Kaleidoskope, die Wagner von seinen zahlreichen Reisen mitbrachte, entwickelte er ab 1967 die Kaleidoskop-Serie „Abstrakte Meditationsbilder in symmetrischen Formen und starker Farbigkeit“. 1977 wandte sich Wagner der Monochromie zu. Inspiriert von Lochkarten entstanden Perlenreliefs, die mit der Illusion von geheimen Zeichen und Codes spielten.
Die letzten Jahre des künstlerischen Schaffens widmete Rolf Wagner in Öl gemalten Rasterreliefs, die in leuchtenden Farben immer neuen Variationen der Grundformen gestalteten.
Rolf Wagner starb 2003 in Stuttgart.

## Werke (Auswahl)
Sein Zyklus von zwölf Holzschnitten zur Dichtung von Erich E. Baumbach „Das Ende, ein surrealistischer Totentanz“ entstand 1937.

## Einzelausstellungen
1953 Galerie Lutz und Meyer, Stuttgart
1954 Galerie Samlaren, Stockholm
1955 Galerie Furstenberg/Simone Collinet, Paris
1956 Galerie Van der Vries/Kunsthandel Santee Landweer, Amsterdam
1968/1971/1983 Galerie Schloss Remseck, Neckarrems
1970 Galerie Flori, Florenz
1973/1974 Knoll International, Stuttgart und Köln
1976 Galerie Landessparkasse-Girokasse, Stuttgart
1978 Galerie Lutz, Stuttgart
1984 Galerie Weberstraße 2, Wendlingen am Neckar
1989 Galerie Landesgirokasse, Stuttgart
2001 Rathausgalerie, Aalen
2008 Galerie BRAUBACHfive, Frankfurt am Main
2009 Raum für zeitgenössische Kunst, Zürich (in Zusammenarbeit mit Moonblinx Gallery)
2011 Schindowski-Heller in enger Zusammenarbeit mit Gaiser&Cie. Und Moonblinx Gallery, Frankfurt am Main.

## Sammlungen
Seine Werke sind in mehreren Sammlungen vertreten, so auch in:
- Kulturamt, Stadt Aalen
- Stedelijk Museum, Amsterdam
- ehem. Sammlung Karl Ströher, Darmstadt
- Museum Abteiberg, Mönchen-Gladbach
- Guggenheim Museum, New York
- Staatsgalerie Stuttgart
- Kunstmuseum Stuttgart
- Sammlung der Landesbank Baden-Württemberg
- und weitere nationale und internationale Privatsammlungen